# Benoît Comlan Messan Alowonou

Bischofswappen von Benoît Comlan Messan Alowonou

Benoît Comlan Messan Alowonou (* 5. März 1949 in Tsévié, Togo) ist ein togoischer Geistlicher und römisch-katholischer Bischof von Kpalimé.

## Leben
Benoît Comlan Messan Alowonou empfing am 28. Juli 1984 das Sakrament der Priesterweihe.
Am 4. Juli 2001 ernannte ihn Papst Johannes Paul II. zum Bischof von Kpalimé. Der Erzbischof von Lomé, Philippe Fanoko Kossi Kpodzro, spendete ihm am 29. September desselben Jahres die Bischofsweihe; Mitkonsekratoren waren der emeritierte Bischof von Angers, Jean Orchampt, und der Bischof von Ho, Francis Anani Kofi Lodonu.
Am 25. April 2023 ernannte ihn Papst Franziskus zum Mitglied der Sektion des Dikasteriums für die Evangelisierung für die grundlegenden Fragen der Evangelisierung in der Welt.